# Comodalité
La notion de comodalité peut avoir au moins deux sens : 

## Dans le domaine des transports
Ce mot a été introduite en 2006 par la commission européenne dans le domaine de la politique des transports pour désigner une approche de l'ensemble des modes de transport et de leurs combinaisons. Pour la commission européenne la comodalité est définie comme « le recours efficace à différents modes de transport isolément ou en combinaison » dans le but d'obtenir une « utilisation optimale et durable des ressources ».
Cette notion traduit une nouvelle approche de la politique européenne des transports dans laquelle on ne cherche plus, comme dans le livre blanc de 2001, à opposer les modes de transport les uns aux autres, c'est-à-dire à opposer le transport routier aux autres modes, mais plutôt à trouver un optimum en tirant parti des espaces de pertinence des différents modes et de leurs combinaisons.

### Polémique
Le passage de la promotion de l'intermodalité et de la multimodalité mis en avant dans le livre blanc de 2001 à la notion de comodalité a été perçu par de nombreux observateurs du secteur des transports comme le signe d'un abandon d'une politique volontariste d'incitation aux alternatives au mode routier[réf. nécessaire].

## Dans le domaine de l'enseignement
La comodalité désigne dans ce domaine une pratique d'enseignement ou un type de formation qui combine simultanément des modes en présentiel et à distance, où les étudiants à distance peuvent interagir en direct avec l’enseignant et les autres étudiants présents dans la classe. La comodalité est l'une des 4 grandes modalités d'enseignement (présentiel, distanciel synchrone, distanciel asynchrone, ou comodal). Elle a été récemment favorisée par l'amélioration technique des moyens d'enseignement à distance, et le contexte de la pandémie de Covid-19 qui a poussé de nombreuses institutions à adopter des modes d'enseignement hybrides. Elle peut concerner le primaire, le secondaire et les niveaux d'études supérieures. L'enregistrement du cours, ou la diffusion de documents envoyés par le réseau nécessitent l'éutaurisation des étudiants ou parents d'élèves.

### Avantages
La comodalité dans l'enseignement permet aux étudiants distants (éventuellement malades, handicapés, bloqués par la météo, possiblement très éloignés...) de bénéficier de l'ambiance de la classe et des interactions directes avec l'enseignant ou les autres élèves, de mieux concilier leurs études avec une vie de famille ou leur travail avec d'éventuels bénéfices environnementaux (évitement du stress de longues heures de transport par exemple). Les possibilités d'interactivité ont été grandement améliorées par divers outils informatiques permettant des interactions en temps réel, ce qui s'est traduit dans certaines universités par un nombre accru d'inscriptions. 

### Inconvénients, limites et défis techniques
La comodalité implique un accès à des équipements et des connexions internet fiables, et des défis pédagogiques à relever concernant à la fois l'enseignement et l'évaluation. Elle se prête mal à certains cours ou à certaines disciplines (pratiques sportives ou musicales instrumentale par exemple)

### Prospective
L'émergence de l'IAg (IA générative) pourrait encore améliorer l'expérience d'apprentissage, via des outils de personnalisation et de partage, des systèmes de tutorat virtuel et des analyses de performance plus précises.

### Dans le domaine des transports
- Livre blanc sur la politique européenne des transports à l’horizon 2010 : l’heure des choix
- Examen à mi-parcours du livre blanc sur les transports publié en 2001
- Avis du Comité des régions sur l'Examen à mi-parcours du livre blanc sur les transports publié en 2001 par la Commission Européenne

### Dans le domaine de l'enseignement
- Cours autoporteurs sur l’enseignement comodal (MEQ-UQTR)
- Wiki-FAD sur les outils numériques pour former, enseigner ou apprendre à distance
- Rapport de recherche : Pratiques émergentes à privilégier en contexte d’enseignement comodal (France Lafleur, MEQ-UQTR)
- Formation à distance | Distance Learning (Collection PUQ)
- Marion SABART, « Enseigner en format comodal », sur Pôle Ingénierie Pédagogie et Production Audiovisuelle (consulté le 18 février 2025)